# 林正道 (実業家)
林 正道（はやし まさみち、1956年2月8日 - ）は、日本の実業家、馬主。

## 経歴
1979年に日興不動産株式会社、次いで1999年に日興証券株式会社に入社。2001年に不動産業務室長、翌年4月に日興コーディアル証券株式会社不動産業務室長となり、同年6月にシンプレクス・インベストメント・アドバイザーズを設立した。

## 馬主活動

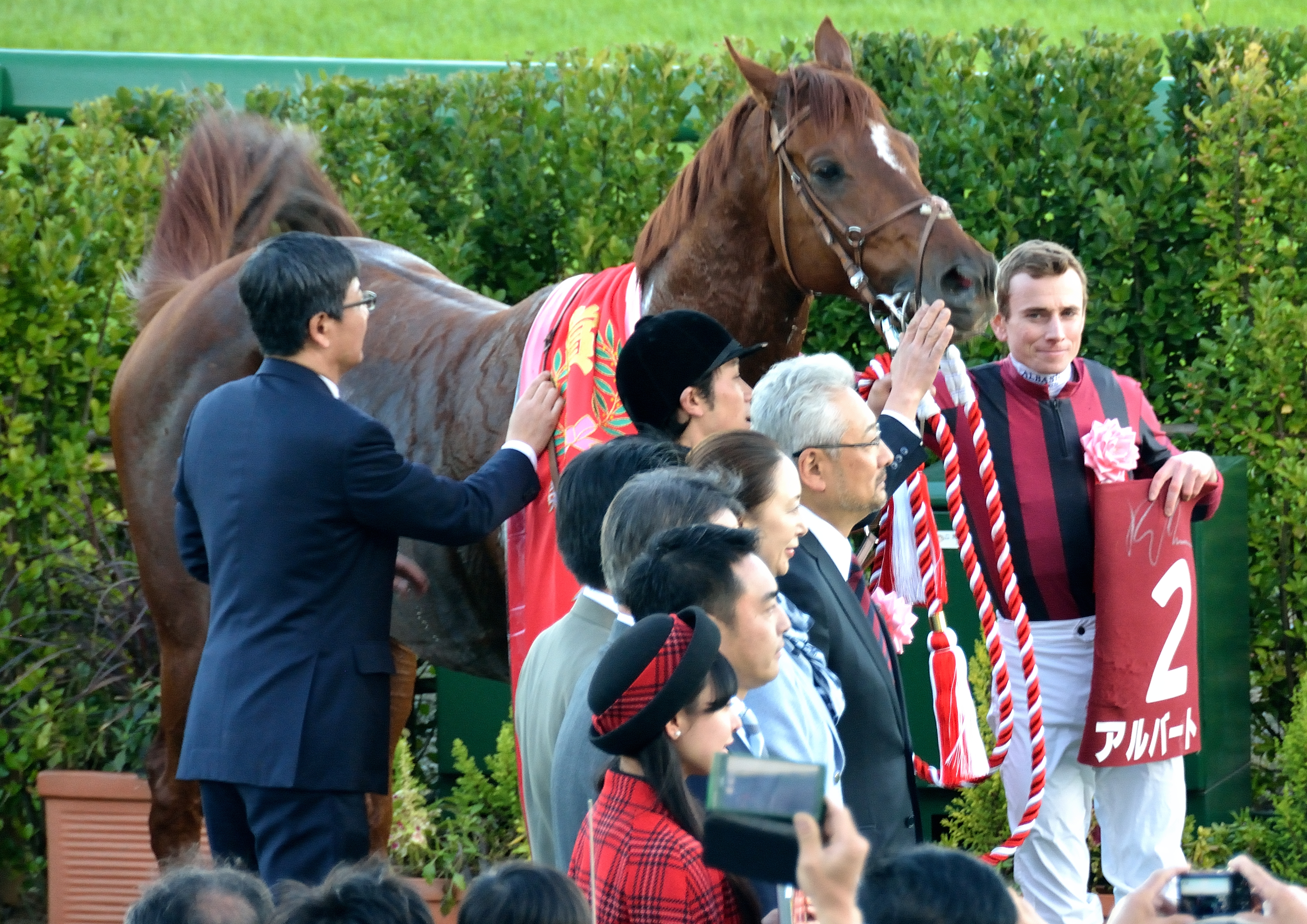
第49回ステイヤーズステークスの口取り式、優勝馬アルバート

日本中央競馬会（JRA）に登録する馬主としても知られる。勝負服の柄は海老、黒縦縞、冠名は特に用いない。
GI競走こそ未勝利であるが、初年度の所有馬から重賞勝ち馬が3頭現れるなど、活躍馬の多い相馬眼の持ち主である。

### 来歴
- 2010年 - 11月1日の2歳新馬戦をホークウォリアーが制し、初勝利。
- 2011年 - ノーザンリバーがアーリントンカップを制し、重賞初制覇。

## 主な所有馬

### 重賞競走優勝馬
- ノーザンリバー（2011年アーリントンカップ、2013年カペラステークス、2014年東京スプリント、さきたま杯、東京盃、2015年さきたま杯）
- ヘニーハウンド（2011年ファルコンステークス）
- クィーンズバーン（2012年阪神牝馬ステークス）
- イジゲン（2012年武蔵野ステークス）
- アルバート（2015年-2017年ステイヤーズステークス、2017年ダイヤモンドステークス）
- バクシンテイオー（2016年北九州記念）
- ラーゴム（2021年きさらぎ賞）
- ブライアンセンス（2025年マーチステークス）

### その他の所有馬
- ガンジス（2012年橘ステークス、ペルセウスステークス、ギャラクシーステークス）
- バンデ（2014年札幌日経オープン）